# (158621) 2003 BJ
(158621) 2003 BJ (2003 BJ, 2000 CB60) — астероїд головного поясу, відкритий 20 січня 2003 року.
Тіссеранів параметр щодо Юпітера — 3,644.